# خشبیه
خشبیه، با نام دیگر حسینیه و سرخابیه، نام یکی از فرقه‌های اسلامی است که به امامت محمد حنفیه باور دارند. این فرقه از انشعابات شیعه بشمار می آید. گروهی این فرقه را از زیدیه دانسته و گروهی دیگر آن را از جهمیه دانسته اند. منابعی نیز چون ابن قتیبه در المعارف، خشبیه را به یاران ابراهیم بن مالک اشتر تعبیر کرده است که در جنگ با عبیدالله بن زیاد و در بیعت با مختار ثقفی شرکت داشتند. این گروه از اهالی کوفه بوده اند. باقیمانده این گروه پس از محاصره مختار توسط مصعب بن زبیر در کوفه و کشته شدن وی و جمع بسیاری از خشبیان، به عبدالله بن مروان در نصیبین پیوستند و حسن بن محمد بن حنفیه، سرکردگی آنان را عهده دار شد. این گروه در نبرد با مسلم بن اسیر شکست خورده و باقیمانده آنان توسط مهلب بن ابی صفره درگیر شده و شکست خوردند. پس از چندی، از باقیمانده اندک آنان و برخی قائلان به امامت محمد حنفیه، فرقه کیسانیه شکل گرفت.

## نامگذاری
در علت نامگذاری این فرقه، اختلاف وجود دارد. گروهی علت نامگذاری آنان به خشبیه را حفظ چوبدار زید بن علی دانسته اند و گروه دیگر به سلاح آنان که چوب دستی بوده است را دلیل این نامگذاری بیان کرده اند. یکی دیگر از وجوه تسمیه این فرقه، ماجرای نجات محمد بن حنفیه از بین هیزم هایی که توسط بنی زبیر برای سوزاندن وی تدارک دیده شده بود، بیان شده است. این گروه برای نجات محمد حنفیه و برای حفظ حریم کعبه که بر اساس باور مسلمانان، ورود سلاح به آنجا خلاف ادب است؛ از چوب دستی ها استفاده کردند. این فرقه به جهت شعار یا لثارات الحسین، به حسینیه نیز شناخته می شوند. ابن تیمیه، علت نامگذاری این فرقه را به خشبیه، عبادت پیروان این فرقه در کنار چوبه دار زید بن علی می داند. در علت نامیده شدن این فرقه به سرخابیه، اقتباس از نام موسس و رهبر فرقه بوده است که سرخاب طبری نام داشت. لقب خشبیه، یکی از القاب جمیع یاران مختار ثقفی است.

## باورها
این گروه به امامت محمد حنفیه باور داشته و با مختار ثقفی در قیامش، بیعت کرده بودند. این فرق به بداء قائل بوده اند. برخی از سران این فرقه، در باور به تناسخ ارواح، متهم بودند.